# Estación de Vila Pouca de Aguiar
Nota: No confundir con el Apeadero de Parada de Aguiar, también situado en la Línea del Corgo.
La Estación Ferroviaria de Vila Pouca de Aguiar, originalmente denominada Estación de Vila Pouca, es una plataforma desactivada de la Línea del Corgo, que servía a la localidad de Vila Pouca de Aguiar, en el Distrito de Vila Real, en Portugal.

## Historia

### Planificación e inauguración
A comienzos del siglo XX, ya se reconocía la necesidad de construir una línea entre la Estación de Régua, en la Línea del Duero, hasta la frontera con España, pasando, entre otras localidades, por Vila Pouca de Aguiar, debido su posición de convergencia de varias rutas, y como puerta de entrada al valle del Río Tâmega. En las bases para la adjudicación de la construcción y explotación de la línea entre Régua y la frontera, la segunda sección iba de Vila Real a Vila Pouca de Aguiar, y la tercera, de este punto hasta Vidago. En el proyecto para el tramo entre Ribeiro de Varges y la estación de Pedras Salgadas, autorizado por una ordenanza del 14 de septiembre de 1905, una de las estaciones planeadas era la de Villa Pouca; clasificada como de 2.ª clase, la estación debería ser construida en el extremo Oeste de la localidad, en un lugar alto, siendo necesario por ello construir una plataforma de 320 metros de extensión, con el fin de evitar el riesgo de que los vagones descendiesen accidentalmente por cualquier de los lados.
Esta plataforma se encontraba en el tramo entre las estaciones de Vila Real y Pedras Salgadas, que fue inaugurado el 15 de julio de 1907.

### Conexión prevista a Mirandela y expansión de la estación
En el plan de la red ferroviaria, introducido por el Decreto n.º 18190, del 28 de marzo de 1930, se encontraba prevista la construcción de la Transversal de Valpaços, que debía comenzar en Vila Pouca de Aguiar o Pedras Salgadas, y terminar en Mirandela, en la Línea del Túa, pasando por Carrazedo de Montenegro y Valpaços; en caso de que este tramo se iniciase en Vila Pouca, su extensión sería de aproximadamente 67 kilómetros.
En 1934, la Companhia Nacional de Caminhos de Ferro, que estaba explotando esta Línea, realizó obras de ampliación de los muelles cubierto y descubierto en esta estación.

### Cierre
El tramo entre Chaves y Vila Real fue cerrado en 1990.